# Culbutant d'Angleterre occidentale
Le culbutant d'Angleterre occidentale (West of England Tumbler) est une race de pigeon domestique originaire de l'Angleterre occidentale, développée après des siècles de sélection, spécialement autour de Bristol, à la fin du XIXe siècle et au début du XXe siècle. C'est une race fort prisée aux États-Unis où les clubs d'éleveurs sont nombreux. Il est classé dans la catégorie des pigeons de vol.

## Description
C'est un pigeon de taille moyenne qui donne une impression d'harmonie, aux épaules larges, la poitrine légèrement arrondie et la tête ovale. Il se tient droit avec une attitude alerte et montre debout un angle à 45 degrés. Le mâle mesure près de 23 centimètres et la femelle un peu moins de 22 centimètres. Ses tarses sont toujours emplumés.

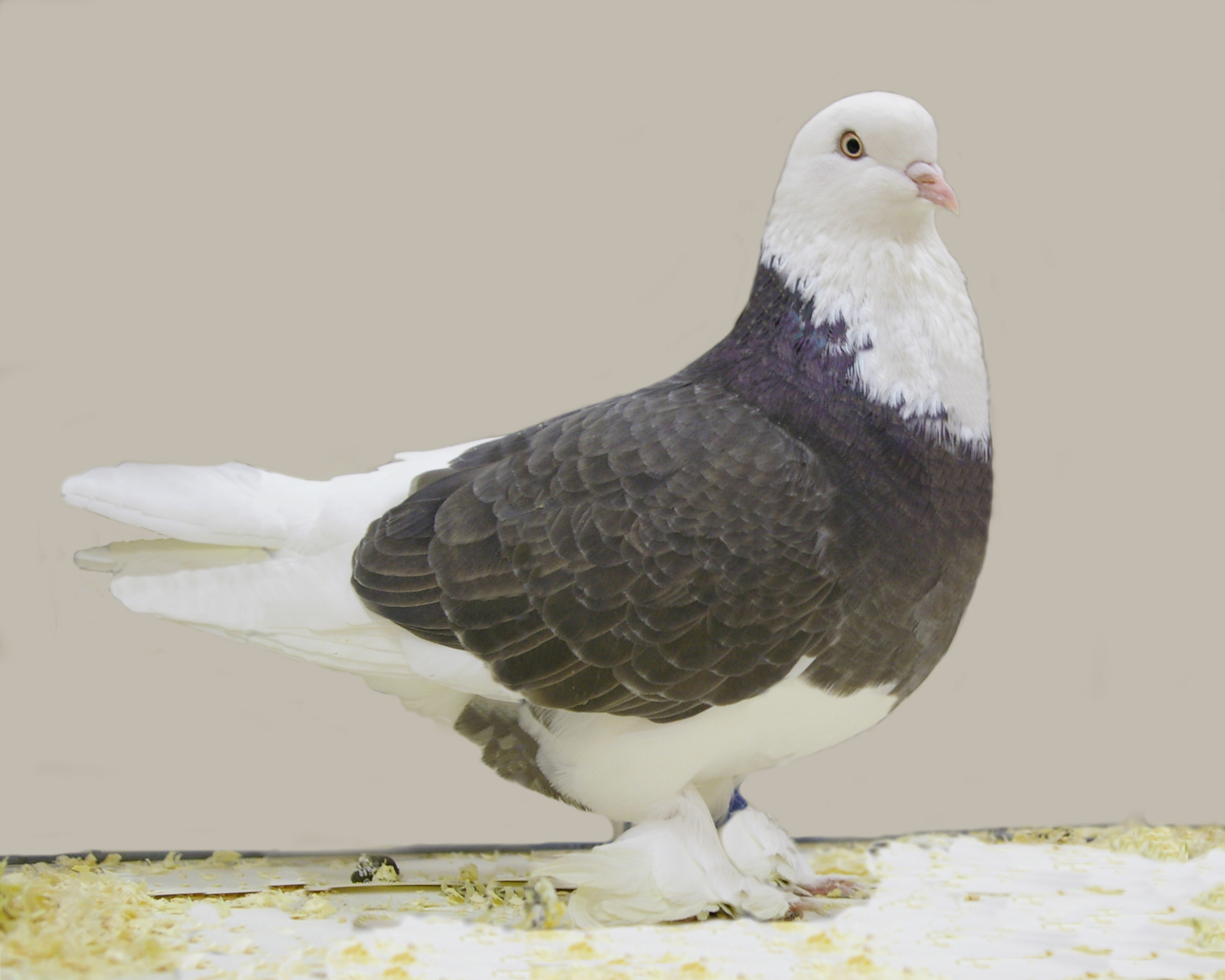
Culbutant d'Angleterre occidentale de coloris dun (bronze dilué).

La caractéristique de cette race, c'est aussi son extrême variété de couleurs et de dessins. Il peut être entre autres bleu (barré ou non), argenté (bleu dilué) barré ou non, rouge (rouge cendré) barré ou non,  crème barré ou non, brun barré ou non, kaki (brun dilué) barré ou non. Ses dessins sont aussi variés, par exemple de type amande (de doré à rougeâtre) avec des taches bronze ou foncées, ou bien de type andalou (indigo) avec des effets de dentelle, ou bien de type bronzé, de type deroy (amande rouge récessif), dun doré (bronze dilué), bleu indigo, opale, perle, réduit (dessins de dentelle foncée) de toutes les couleurs, de type fraise, de type à dessins blancs, de type à rubans, de type écaille de tortue (l'un des plus prisés avec des variétés bronze, soufre ou brune), de type tick jaune, de type marbré, de type moine (coloré à tête blanche) ou bien encore de type unicolore. Dans ce dernier cas, les couleurs admises sont le noir, le dun, le rouge (récessif), le doré (rouge pâle récessif), le jaune, le brun, le kaki, le lavande, le mauve et enfin le blanc (absence de pigmentation).